# امپراتوری پول
امپراتوری پول (به چینی: 金錢帝國) یک فیلم جنایی و درام محصول سال ۲۰۰۹ سینمای هنگ کنگ به کارگردانی وانگ جینگ است. قسمت دوم این فیلم در سال ۲۰۲۱ با عنوان روزی روزگاری در هنگ کنگ منتشر شد.

## خلاصه داستان
در دورانی که هنگ کنگ تحت سلطه بریتانیا بود، عصر تاریکی وجود داشت که فساد و رشوه‌دهی امری عادی شده بود. بازرس ارشد چینی لک (تونی لیانگ کا-فای) به همراه باند خود، تک شاخ (آنتونی وانگ)، گیل (ایسان چان) و گلد (وانگ جینگ) مبالغ هنگفتی را شستند و بدین ترتیب هنگ کنگ را به امپراتوری اختلاس تبدیل کردند. هر زمان که آنها موفق به دستگیری جنایتکاران نمی‌شدند، تک شاخ قربانیان بی گناهی مانند بونگ (الکس فانگ) را برای اعتراف به جنایات وادار می‌کرد. سرانجام در اوایل دهه ۱۹۷۰، فرماندار هنگ کنگ تصمیم گرفت نیروی پلیس را پاکسازی کند. ICAC (کمیسیون مستقل مبارزه با فساد) را تأسیس شد که ریاست شعبه عملیات آن بر عهده ییم (بووی لام) بود. بونگ و یونیکورن نیز به ICAC پیوستند. علیرغم تهدید به خشونت و ارعاب، آنها موفق شدند امپراتوری اختلاس را از بین ببرند.

## انتشار
در ۳۰ آوریل ۲۰۰۹ در سینماهای هنگ کنگ اکران شد. نسخه دی‌وی‌دی ایالات متحده این فیلم در ۱۳ نوامبر ۲۰۰۹ منتشر شد.